# Dicranomyia plurispina
Dicranomyia plurispina là một loài ruồi trong họ Limoniidae. Chúng phân bố ở miền Australasia.